# Маккатчен, Монти
Монти Маккатчен (англ. Monty McCutchen; 14 февраля 1966, Сан-Анджело, Техас) — профессиональный американский баскетбольный судья.

## Биография
Окончил Техасский Университет в Арлингтоне в 1988 году (степень по английской литературе и речевой коммуникации).
В Национальной баскетбольной ассоциации работает с сезона 1992/93. За это время он провёл более 1300 матчей регулярного чемпионата и более 100 игр плей-офф. Вместе с Дюком Каллаханом и Шоном Корбином работал на Матче всех звёзд 2007 года. С 2009 года Маккатчен обслуживал хотя бы один матч финальной серии НБА. Выступает под 13-м номером.
Женат. Двое детей. Проживает с семьёй в Ашвилле. Увлекается путешествиями и пейзажной фотографией.